# Quadrúplex-G

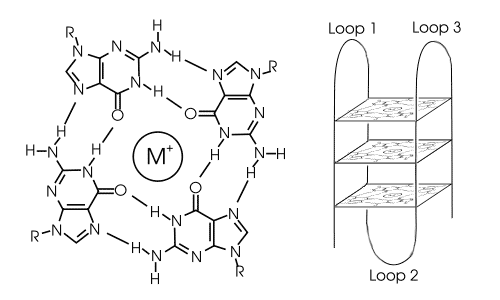
Estrutura de um G-quadruplex. Esquerda: a G-tetrada. Direita: G-quadruplex intramolecular

As sequências de ácidos nucleicos ricas em guanina são capazes de formar estruturas de quatro cadeias chamadas G-quadruplexes (também chamadas G-tetradas ou G4-DNA). Estas estruturas consistem num arranjo em quadrado de guaninas (uma tetrada) estabilizado por ligações de hidrogénio. São também estabilizadas pela existência de cátions monovalentes (especialmente potássio) no centro das tetradas. Podem ser formados de ADN, ARN, LNA e PNA, e podem ser intramoleculares, bimoleculares ou tetramoleculares. Dependendo da direcção das cadeias ou partes da cadeia que formam as tetradas, as estruturas podem ser descritas como paralelas ou antiparalelas.